# Луде-Гросхоф
Лу́де-Гро́схоф (нем. Luhde-Großhof), также мы́за Па́ю (эст. Paju mõis) и Лиелугажи (латыш. Liellugaži) — рыцарская мыза (имение) в волости Тыллисте уезда Валгамаа, Эстония. Согласно историческому административному делению, относилась к приходу Луке (Лугажи). В годы Российской империи находилась на территории Лифляндской губернии и относилась к Лудескому приходу. В настоящее время земли бывшей мызы расположены на территории деревни Паю.

## История мызы
Мыза Луде-Гросхоф была основана в 1748 году, когда её отделили от расположенной в настоящее время на территории Латвии мызы Луде (нем. Luhde, эст. Luke mõis, латыш. Lugaži), и её владельцем стал барон Готхард Вильгельм фон Врангель (Gotthard Wilhelm von Wrangell). В 1750 году он продал мызу Вейнгольду Готтарду Барклай-де-Толли. Мыза часто меняла собственников: Й. Г. Томсен (J. G. Thomsen, с 1760 года), ратман Й. Р. Шродер (Johann Roettger Schroeder, с 1787 года), Г. К. Шуман (Georg Christian von Scheumann, с 1796 года), О. Э. фон Майдель (Otto Eduard Ernst von Maydell). В 1837—1856 годах мызой владел фон Юргенсон (von Jürgensohn), который продал её Виктору фон Штрику (Victor von Stryk). С 1887 года и до национализации мызы в 1922 году её владельцем был барон Леон Фрейтаг-Лорингофен.
Исторически мыза относилась к приходу Луке, бо́льшая часть территории которого в настоящее время принадлежит Латвии. Приходская церковь Луке находится в латвийском городе Валка. Окрестности мызы были предметом территориальных споров между Латвией и Эстонией, т. к. там проживало смешанное эстонско-латышское население. Договором о границах от 1920 года эти земли отошли Эстонии.

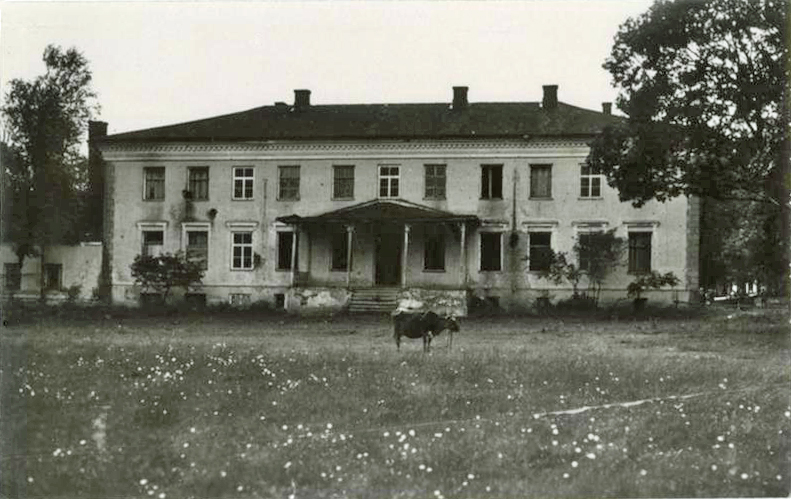
Господский особняк мызы Паю в 1920—1930-е гг.

В результате земельной реформы мыза отошла государству, и в 1920—1930-х годах её земли были поделены между крестьянами и поселенцами. В главном здании мызы (господском особняке) работала школа. 
C 1960 года в главном здании мызы работает дом по уходу.
31 января 1919 года на землях мызы произошло одно из самых известных и кровопролитных сражений Эстонской освободительной войны, в котором погибло и было ранено более 200 человек. В 1992 году в мызном парке был открыт памятный камень в честь сражавшихся на стороне эстонцев и павших в бою финских добровольцев. Недалеко от мызы расположен мемориал, посвящённый сражению при Паю.
В Государственный регистр памятников культуры Эстонии как памятники архитектуры внесены главное здание мызы и мызный парк с аллеями.

## Главное здание
Нынешнее главное здание мызы в стиле позднего классицизма (ампира) построено в середине XIX века. Это двухэтажное лаконичное каменное строение, крытое низкой вальмовой  крышей. Крышу окаймляет зубчатый карниз, окна имеют простую декоративную лепнину. Цокольный этаж сводчатый. Пристройки к торцевым фасадам были сделаны в 1950 году. Интерьеры здания перестроены. При инспектировании 25 июля 2024 года состояние здания было признано удовлетворительным.

## Парк
Пример типичного мызного парка той эпохи в смешанном стиле. Небольшой (3,5 га) парк имеет произвольную форму с отдельными элементами регулярной планировки. Он расположен на пологом склоне большой долины, относительно ровном, с небольшим уклоном в сторону реки Педели. Парадная площадь представляет собой вытянутую полуарку, ограниченную дорогой с юга и окаймлённую группами деревьев. Она также засажена фруктовыми деревьями и обнесена живой изгородью из елей. К ней подходят две подъездные дороги с дубовыми аллеями: одна — со стороны Валга, другая — со стороны Тсиргулийна. Со стороны задней площади парка к реке ведёт старая липовая аллея, заканчивающаяся небольшой круглой площадкой — возможно, раньше здесь стояла деревянная парковая беседка. Отсюда открывается красивый вид на открытый ландшафт до долины реки Педели.
При инспектировании 25 июля 2024 года состояние парка и аллей было признано удовлетворительным.

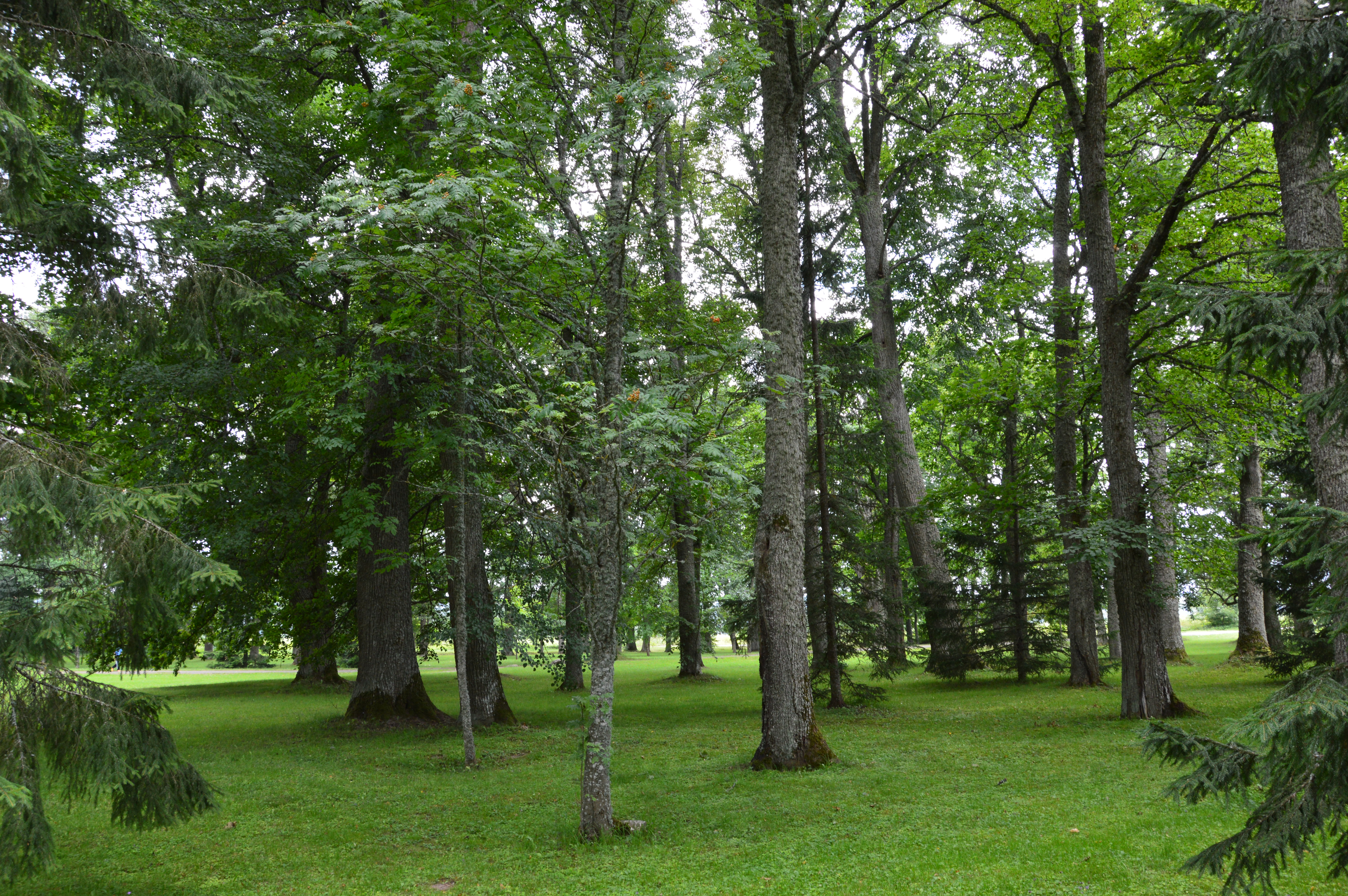
Мызный парк
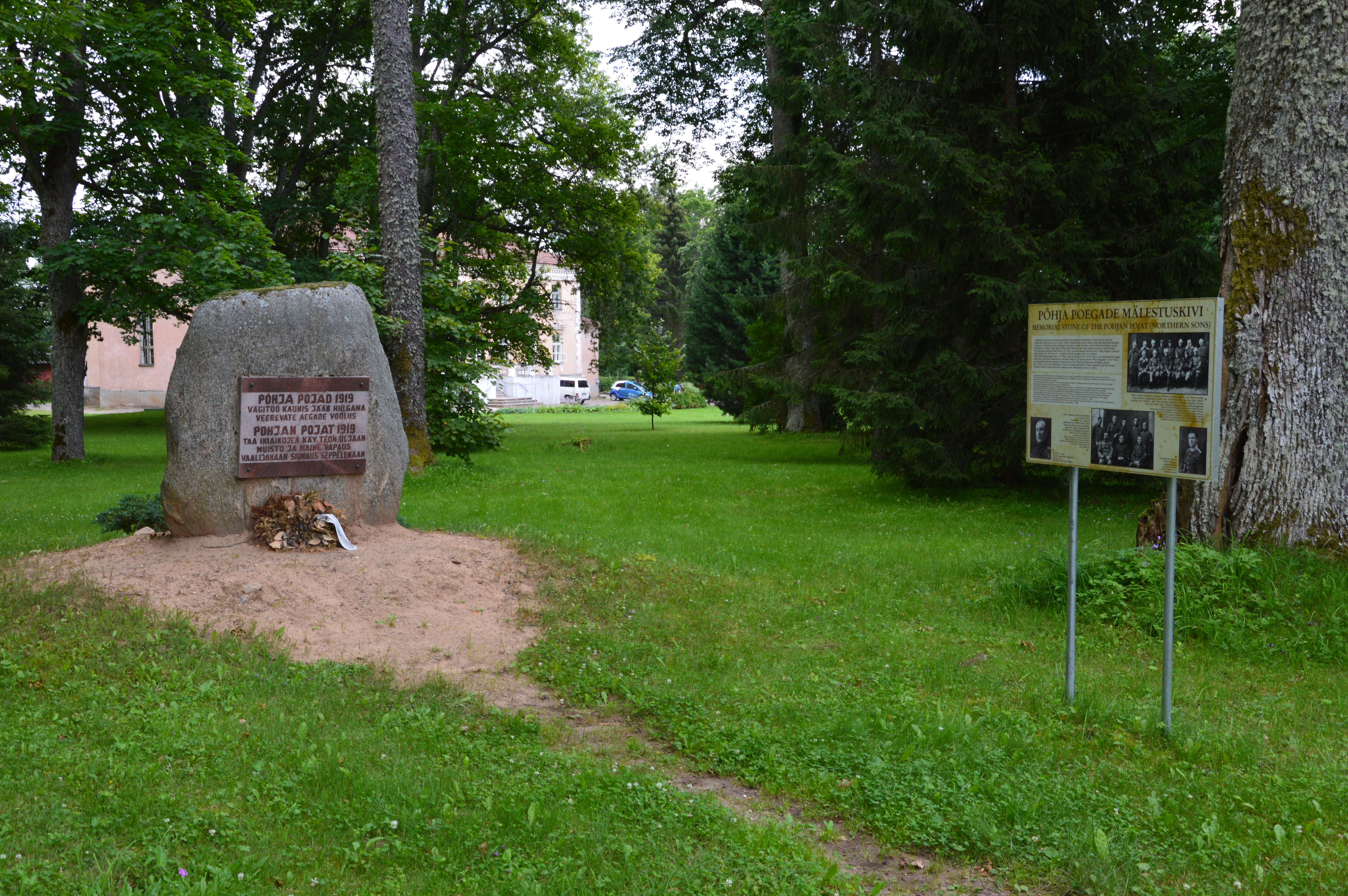
Памятный камень в честь павших в сражении при Паю финских добровольцев
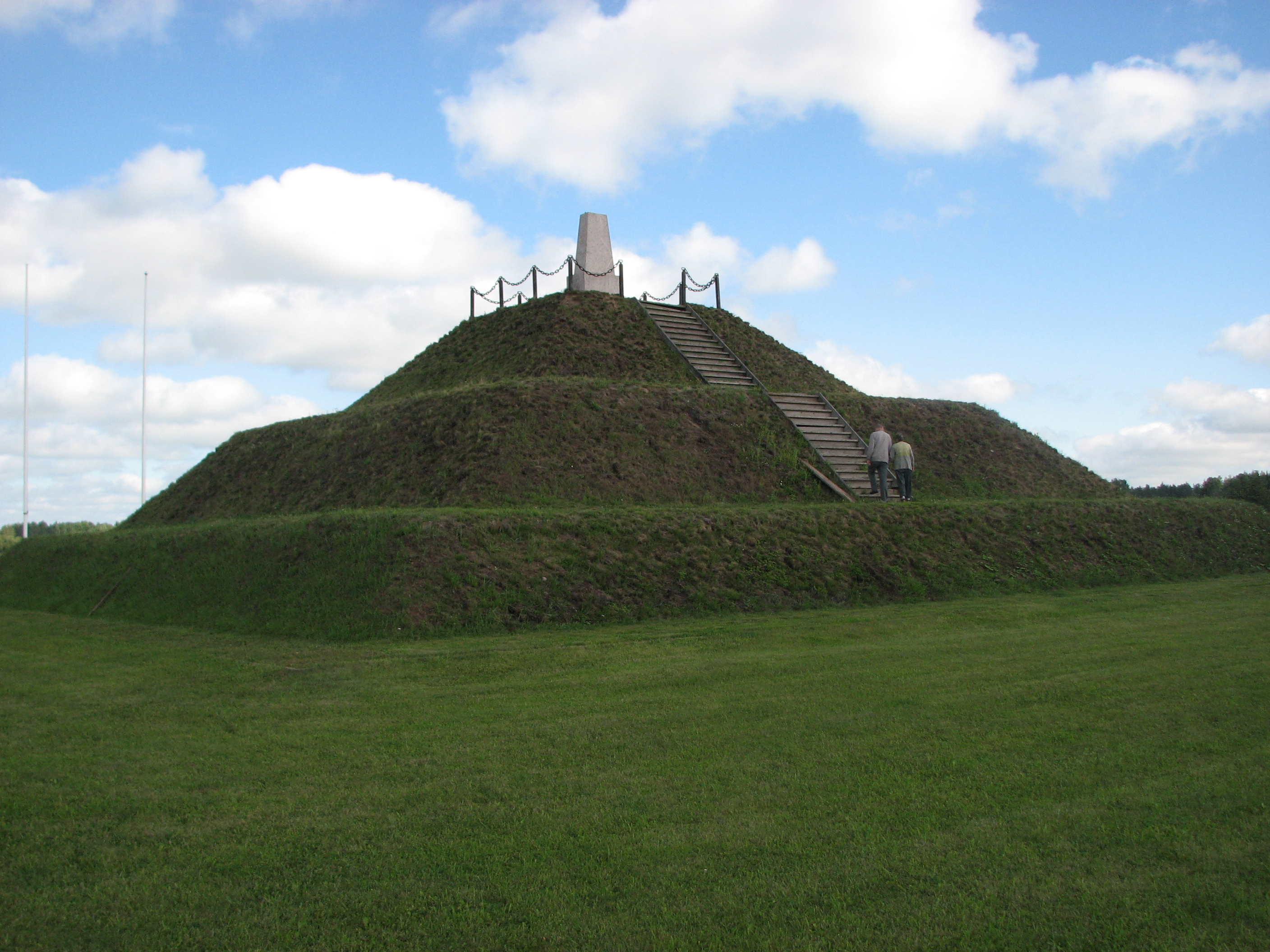
Мемориал сражению при Паю

## Комментарии
1. ↑  Эстонские топонимы, оканчивающиеся на -а, не склоняются и не имеют женского рода (исключение — Нарва)[10].